# Fuad Salayev
 (janvier 2023).
Pour les articles homonymes, voir Salayev.
Fuad Salayev (en azéri :Fuad Məmmədəmin oğlu Salayev ; né le 24 septembre 1943 à Bakou) est un sculpteur azerbaïdjanais, Artiste du peuple de la République d'Azerbaïdjan (2002).

## Éducation
Fuad Salayev fait ses études d'abord à l'école de peinture du nom d'A. Azimzade, puis à l'école de peinture de Moscou du nom de I. Surikov. Il  participe à des symposiums internationaux de sculpture organisés en Allemagne et en Yougoslavie, ainsi qu'à des expositions organisées dans le pays et à l'étranger. 

## Travaux
Ses œuvres sont exposées aux États-Unis, en Russie, au Canada, en Angleterre, en France, conservées dans des musées, des fondations, des galeries et des collections privées en Italie, en Allemagne, en Autriche, en Turquie et au Japon. Il travaille principalement le bronze, mais utilise également d'autres matériaux.
Les œuvres de l'artiste Tour penchée avec symbole (bronze), Verticale (bronze), Composition spatiale (bronze) sont présentées à l'exposition[Laquelle ?].

## Titres
- En 1992, conformément au décret du président de la République d'Azerbaïdjan, Ayaz Mutalibov, Fuad Salayev reçoit le titre d'Artiste émérite de la République d'Azerbaïdjan.
- En 2002, selon le décret du président de la République d'Azerbaïdjan, Heydar Aliyev, Fuad Salaev reçoit le titre d'Artiste du peuple de la République d'Azerbaïdjan.
- L'Artiste du peuple, le professeur Fuad Salayev, vice-recteur de l'Académie des arts d'Azerbaïdjan, reçoit le titre d'Académicien honoraire de l'Académie des arts de Russie en 2009.
- En septembre 2013, conformément à l'ordre du président de la République d'Azerbaïdjan Ilham Aliyev, F. Salayev reçoit l'Ordre de la Gloire[3].